# Sunnerbysjön
Sunnerbysjön är en sjö i Sävsjö kommun i Småland och ingår i Lagans huvudavrinningsområde. Sjön har en area på 0,139 kvadratkilometer och ligger 190,8 meter över havet. Sjön avvattnas av vattendraget Skålån (Storån). Vid provfiske har bland annat abborre, braxen, gädda och löja fångats i sjön.

## Delavrinningsområde
Sunnerbysjön ingår i det delavrinningsområde (635721-141936) som SMHI kallar för Utloppet av Sunnerbysjön. Medelhöjden är 194 meter över havet och ytan är 0,67 kvadratkilometer. Räknas de 53 delavrinningsområdena uppströms in blir den ackumulerade arean 732,53 kvadratkilometer. Skålån (Storån) som avvattnar avrinningsområdet har biflödesordning 2, vilket innebär att vattnet flödar genom totalt 2 vattendrag innan det når havet efter 207 kilometer. Delavrinningsområdet består mestadels av skog (23 %), öppen mark (18 %) och jordbruk (38 %). Avrinningsområdet har 0,13 kvadratkilometer vattenytor vilket ger det en sjöprocent på 19,5 %.

## Fisk
Vid provfiske har följande fisk fångats i sjön:
- Abborre
- Braxen
- Gädda
- Löja
- Mört
- Sarv